# Distretto di Paracas
Il distretto di Paracas  è uno degli otto distretti della provincia di Pisco, in Perù. Si trova nella regione di Ica e si estende su una superficie di 1.440,68  chilometri quadrati.